# La Rábita
La Rábita es una localidad y pedanía española perteneciente al municipio de Albuñol, en la provincia de Granada, comunidad autónoma de Andalucía. Está situada en la parte oriental de la comarca de la Costa Granadina. A cuatro kilómetros del límite con la provincia de Almería, cerca de esta localidad se encuentran los núcleos de El Pozuelo y Los Castillas.

## Historia
La Rábita debe su nombre a la construcción del ribat o fortaleza-monasterio, ya que en la época del reino nazarí de Granada esta población se constituyó como punto estratégico de defensa en la costa. En los alrededores del castillo fue conformándose y creciendo la población de La Rábita. En el siglo XVIII se construyeron las Torres Vigía de Punta Negra, la Rábita y Huarea, con lo cual la defensa marítima de esta población quedó fortalecida y ampliada.
La primera referencia que encontramos del enclave de La Rábita es en la carta cartográfica de Angelino Dulcert en el año 1339, con el nombre de Bognoz.
La Rábita también fue un municipio independiente de Albuñol a partir de 1843 compuesto por los núcleos de La Rábita, El Pozuelo, los cortijos de Huarea, del Haza Mora y Chilches.
Durante la mitad del siglo XIX vivió su época de máximo esplendor debido a que se convirtió en uno de los puertos más importantes de La Alpujarra. Su economía estaba basada en la pesca, a la que había destinados diez barcos palangreros y siete barcas navegas, así como cuarenta y tres barcos de transportes para el cabotaje, con ciento veinte embarcaciones matriculadas al inmediato mando de un ayudante militar de marina se desarrolló un importante comercio donde se importa por el puerto, arroz, bacalao y toda clase de granos, maderas y carbón de piedra; exportándose vino, pasa, almendra, higos, habichuelas y castañas, que eran las producciones de los pueblos inmediatos.
En el año 1845, el municipio de La Rábita se suprimió por el Ayuntamiento de Albuñol, agregándose de nuevo a este, quedando en La Rábita un alcalde pedáneo hasta el día de hoy.
En 1973 se produjeron las inundaciones del siglo XX, que arrasaron La Rábita completamente produciéndose un punto de inflexión en la historia, economía, demografía y fisionomía de la localidad.
La economía está basada principalmente en la agricultura y en el sector servicios, aunque algunas familias aún viven de la pesca.
Desde la construcción del primer ribat hasta el día de hoy, el núcleo costero de La Rábita ha crecido tanto que se le considera la capital oriental de la Costa Granadina.[cita requerida]

### Inundaciones de 1879 y 1973
El 29 de octubre de 1879 se presentó una gran tormenta con la que la rambla iba llena de agua. Algunos de los vecinos de La Rábita salieron como de costumbre a coger lo que arrastraba la rambla de palos, álamos, etc. 
En la zona de Vista Alegre, se encontraba Juan Morales Ortega, de 34 años de edad vecino del Cortijo Bajo. Juan Morales había estado labrando con sus mulos la tierra de D. Pedro Muñoz, cuya faena se suspendió por la lluvia y se puso a observar la caudalosa rivera de la rambla.
A uno de La Rábita que le llamaban de apodo “Tormento” se encontraba cogiendo palos y fue envuelto por el fango y arrastrado por la corriente de agua. Los vecinos de La Rábita que se encontraban en el murallón comenzaron a gritar y Juan Morales se percató y decidió meterse en la rambla para auxiliarlo y ambos desaparecieron en la cantidad de agua que llevaba el cauce. 
El Gobierno premió con mil pesetas el arrojo de Juan por el intento de salvar a “el Tormento”, que los cobró su viuda Encarnación Moreno López. 
Las inundaciones ocurridas en octubre de 1973 pueden considerarse como las más importantes del siglo XX. Entre los días 17 y 19 de octubre se produjeron riadas catastróficas en el sureste de la península ibérica, que afectaron a las provincias de Granada, Murcia y Almería. Afectando de forma muy intensa al municipio de Albuñol y con unas consecuencias muy dramáticas para el costero núcleo de La Rábita. 
Estas riadas tuvieron su causa en las intensas precipitaciones que originó una gota fría localizada en el borde mediterráneo suroriental. En algunos lugares la precipitación registrada superó los 600 l/m², con valores máximos localizados sobre la Sierra de la Contraviesa. En zonas como la cabecera del río Adra, la Sierra de Orce y el este de Iznalloz se recogieron entre 200 y 250 l/m².
En La Rábita aquella trágica noche tuvo lugar el taponamiento del puente, tramo de la N-340, que pasaba justo por encima del núcleo urbano. De forma que se originó una gran presa que contenía toneladas de agua, grava, fangos y multitud de restos que se habían arrastrado desde cuenca arriba. Los muros de contención que se situaban en el borde de la rambla junto al pueblo de La Rábita se rompieron debido a la presión de agua, lo que hizo que toda el agua acumulada y las toneladas de sedimento se desviaran hacia el pueblo arrasando todas las viviendas que encontraron a su paso. En el pueblo se dice que las olas de agua y fango podían medir perfectamente tres o cuatro metros de altura, convirtiéndose en la catástrofe más recordada y mencionada por los lugareños hasta la fecha. La riada afectó a 101 viviendas, de las cuales destruyó 74 llevándose la vida de más de medio centenar de personas.
Una historia muy famosa en el pueblo y alrededores es la de una anciana y su marido que vivían en una casa al lado del cauce de la rambla. Se cuenta que la inundación se llevó toda la casa excepto un rincón de la 1ª planta donde había una silla en la que la anciana estaba sentada con su marido detrás. Este hecho conmovió a los vecinos y vecinas, ya que este hecho pudo ser causa de un "milagro".

## Geografía
La Rábita se sitúa al oeste de la desembocadura de la rambla de Albuñol, al oeste de los acantilados del Dragón y bajo los tajos del Puntal del Ribat.
| Noroeste:       | Norte: Los Castillas  | Noreste:         |
| Oeste: Melicena |                       | Este: El Pozuelo |
| Suroeste        | Sur: Mar Mediterráneo | Sureste:         |

### Clima
El clima de La Rábita es Mediterráneo típico; de inviernos suaves y veranos cálidos. Las lluvias son escasas durante la mayor parte del año.
El 27 de enero de 2005 se produjo una intensa nevada.

### Paisaje
Ubicada en una zona semidesértica, en la llanura de la desembocadura de la rambla de Albuñol, el paisaje de La Rábita está constituido por una matriz de vegetación donde dominan especies arbustivas como adelfa, taraje, ricino o gándul, con un estrato herbáceo principalmente dominado por espartales. Sus montañas presentan una gran erosión, pese a la que el paisaje destaca por su belleza natural e invita a pasar unos días de tranquilidad y descanso, ya sea en sus playas o gozando de los parajes montañosos mediante la práctica del turismo rural y activo.
La zona costera está rodeada de acantilados formando multitud de calas de difícil acceso pero dignas de ver.

### Agricultura
En la agricultura, fueron gentes de La Rábita y El Pozuelo las que inventaron en torno al año 1910 el sistema de "enarenados" que permitió la eclosión de la horticultura más competitiva de Europa en el litoral granadino y almeriense. Fueron ellos los que extendieron esta técnica de superponer una capa de abono orgánico y otra de arena sobre la tierra -enarenado- con lo que se evita la evaporación excesiva en una tierra con agua escasa, se mantiene el calor en la arena, ante los fríos nocturnos, y se favorece la labranza de las plantas.
La zona montañosa está poblada de almendros y vides. En los márgenes de las ramblas, desde Albuñol hasta su desembocadura en el mar en La Rábita, se desarrolla la agricultura intensiva bajo plásitco, motor económico del pueblo. Esta se basa en la producción de productos hortofrutícolas extratempranos: habichuela, tomate, pepino, guisante, berenjena, pimiento, tirabeque, etc.

### Playas y calas

#### Playa de La Rábita
Es una larga playa de unos 800 m que alterna el turismo vacacional con el ambiente pesquero pero sin excesivas aglomeraciones. La superficie de la playa es de grava y tiene multitud de barcas pesqueras en la orilla. Las vistas a la montaña son buenas y por su ubicación está protegida de fuertes oleajes.
La playa de La Rábita está bien equipada, cuenta con aseos públicos, vigilancia de la Cruz Roja, duchas, zonas recreativas por la zona este de la playa, consta de un pequeño gimnasio en la parte central de la playa, pequeños "oasis" formados por palmeras, en temporada veraniega ubican en el mar una plataforma flotante con toboganes y trampolines en el medio de la playa a unos 60 m de la orilla, en definitiva, es un buen sitio para descansar y pasar unas muy buenas vacaciones.

#### Playa del Ruso
Situada tras los acantilados del Dragón y el peñón del Muerto, a solo 800 metros en piragua desde el centro de La Rábita, encontramos la playa nudista del Ruso, una cala aislada totalmente virgen que posee manantiales de agua dulce en una cueva de colores amarillos y rojos que dejan car gotas de agua sobre una pila natural, cual la convierten en un espacio de alto valor ecológico.
Tiene una longitud de unos 300 metros, en el extremo oeste de la playa, las rocas poseen un marcado color dorado y verdoso que delata que sobre ellas corre agua procedente de filtraciones que se producen en la zona alta del acantilado. En realidad es otro de los manantiales que hacen de esta cala un paraíso, ya que entre las grietas de las rocas, el agua cae en forma de chorreras, de ducha con cualidades sulfurosas a temperatura de entre 25 y 30 grados. 
El agua dulce es la razón por la que en este enclave hay una mayor biodiversidad que en otros puntos del litoral, y lo convierte en punto de confluencia de fauna, sobre todo aves marinas. Es habitual encontrar multitudes bandadas de gaviotas de distintas especies.
Durante el verano, la playa se convierte en destino de numerosas personas que buscan una ‘tranquila cala nudista’ en la que pasar la jornada, realizando moragas, tomando el sol o simplemente leyendo un libro entre los acantilados durante la mágica puesta de sol.
Tradicionalmente los pescadores la llamaban ‘Lance Nuevo’, pero todo el mundo la conoce como la Playa del Ruso debido a que en los años 1920, un militar ruso llamado Basilio Lukianov huyó de su país y se instaló en esta playa donde hay unas cuevas en la que vivía y construyó algunas cosas que siguen usándose hoy en día como la fuentecilla de donde sacaba el agua y el acceso serpenteante a la playa.

#### Playa Cala de las Gaviotas
Es una playa de unos 400 metros a continuación de la del Ruso, se accede a través de un sendero bajo la N-340. Carece de servicios y equipamientos.

#### Playa Cala Chilches
Playa de unos 800 metros bajo la N-340. Carece de servicios y equipamientos.

## Cultura

### Patrimonio

#### El castillo
La Rábita nace en el momento en que se construye un ribat, una torrecilla defensiva o casa de devoción árabe y puesto de vigilancia, que se ubicaban en lugares fronterizos o de importancia estratégica consagrada a la oración y la guerra santa árabe.

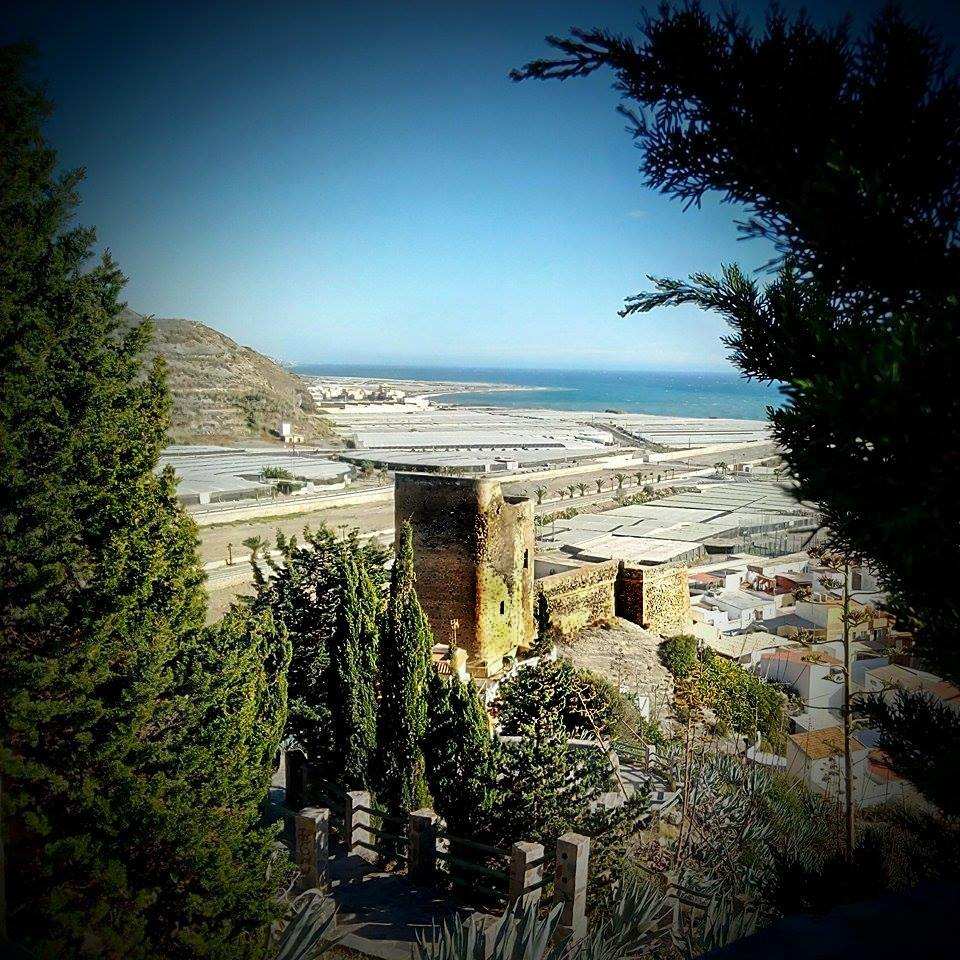
Castillo de La Rábita y su entorno

Estaba habitada por monjes guerreros, los morabitos. Pero también ofrecía alojamiento y lugar de retiro a los comerciantes y derviches musulmanes alpujarreños durante la época nazarí.
En el año 1505 Luis Zapata [cita requerida] adquirió el señorío de Albuñol a doña Juana de Castilla, hija de los Reyes Católicos Isabel y Fernando, y en 1508, tres años después adquirió La Rábita.
El ribat estaba en su mayor parte caído y fue demolido para construir, mandado por los Reyes Católicos, una fortificación compuesta por un torreón adecuando un recinto anexo a la torre en el siglo XV, para defender las costas de los barcos tripulados por piratas berberiscos, que venían a saquear especialmente de noche.
Durante la revolución de las Alpujarras en 1568 fue conquistada de nuevo por los moriscos, aunque más tarde la recuperaría el duque de Sessa.
En 1593 fue reparado por el constructor Sancho Silvestre de Madrid durante el reinado de Felipe II y en 1725 se hace pública una real orden para su reedificación dotándolo de un bastión unido por sus murallas artilleras al torreón principal, una capilla católica, cuarteles para los soldados y nuevos almacenes. Actualmente se conserva el proyecto de reedificación.
Residían en el castillo el capitán Juan de Armas, varios cabos de escuadra y algunos artilleros, sumando un total de treinta militares para atender los cañones de defensa, mosquetes y arcabuces, principales armas menores de la época.
En el citado castillo existe un oratorio o capilla en donde se decía misa para la guarnición en los días de precepto por el párroco de Albuñol. Además, también se veneraba en la hornacina actualmente conservada, la imagen de la Virgen de las Angustias, primitiva imagen que posteriormente se convertiría en la Virgen del Mar, patrona de La Rábita.
Perteneciente a la frontera marítima del Reino de Granada, se compone de tres partes bien diferenciadas; las dos primeras son de obra árabe reformada por los cristianos en el siglo XVI, compuesta por un recinto de planta trapezoidal, con patio central y delimitado por murallas con adarve y peto alto con troneras y un gran torreón adosado al norte, ambos parecidos estructuralmente al cercano castillo de Castell de Ferro; la otra es obra cristiana construida en el siglo XVIII y situada al sur de la anterior, está formada por un baluarte o bastión con dos torres ataluzadas, preparadas para tener artillería. 
El hecho de que hasta hace poco tiempo se siguiera utilizando este castillo como casa cuartel de la Guardia Civil, hace que no se haya podido visitar con detenimiento, ni tomar medida alguna. Un camino en rampa, situado al este, lleva a la puerta de acceso por la que se pasa al patio del recinto trapezoidal. Desde este patio, estrecho, alargado y en forma de L, se entra a las naves laterales destinadas a vivienda que se sitúan adosadas a las murallas, teniendo en su extremo norte, las escaleras de subida al adarve, desde el que se accede a la torre.
Este gran baluarte, de planta sensiblemente cuadrada con las esquinas redondeadas, por su altura debe disponer de tres plantas, accediéndose a él por la intermedia a través de un puente levadizo, ahora inexistente, pero del que quedan los agujeros de los mecanismos de elevación y el rehundido en el paramento de la fachada para el acople del tablero. 
Son visitables solo la primera y la segunda, estando ambas formadas por varias habitaciones cubiertas por bóveda de cañón, una chimenea y la caja de la escalera para subir a la planta siguiente. La baja corresponde con un aljibe. 
Sobre la torre hay una terraza, con peto muy alto en la zona norte. 
Tanto las murallas del cuerpo destinado a viviendas como la torre, están construidas con gruesos muros de mampostería y enfoscadas con mortero de cal. Solo el muro orientado al oeste, aunque también de mampostería, tiene características distintas ya que parece que fue reconstruido en el siglo XVIII. 
La parte del baluarte sur, el bastión, corresponde a los conocidos como de herradura, construidos en el siglo XVIII, en época de Carlos III. Está construido con muros ataluzados de mampostería, teniendo las esquinas reforzadas con sillería. Sobre ella hay una terraza, cuyo peto apoya en una moldura de piedra.
En el entorno del castillo se han vivido numerosas anécdotas, las que se han reflejado cronológicamente y documentadas son las siguientes:
El 2 de junio de 1659 un genovés llamado Lázaro Chafino Sandero, murió ahogado junto a la fortaleza mientras estaba tomando los baños en el puerto del Castillo de La Rábita.
En septiembre de 1725 se instalaron unas balsas de agua para apagar la pasta resultante de la obtención de cal viva.
Cuenta la tradición que a mediados del siglo XVIII, en el 1750 aproximadamente se encontraron en la playa del Búho, cerca del castillo de Huarea en el litoral de La Rábita, los restos de una imagen de la Virgen de las Angustias en las redes de unos pescadores que faenaban en aquellas aguas, es por eso que se le conocerá posteriormente como la Virgen del Mar. La imagen fue trasladada para recibir culto hasta el castillo de La Rábita, lugar en el que permaneció hasta la construcción de la parroquia.
El 9 de mayo de 1813, tras la guerra de sucesión española, un navío tripulado por corsarios ingleses aborda frente al castillo un barco de Adra. En el ataque, murió violentamente asesinado, entre otros, Agustín Barrueso, marido de María Toledano de Adra, ambos vecinos de dicha localidad.
El 12 de julio de 1829, apareció asesinado frente al castillo de La Rábita José de Balladar, siendo teniente coronel de las milicias o fuerzas que se crearon para perseguir a los contrabandistas de la época.

#### La torre atalaya

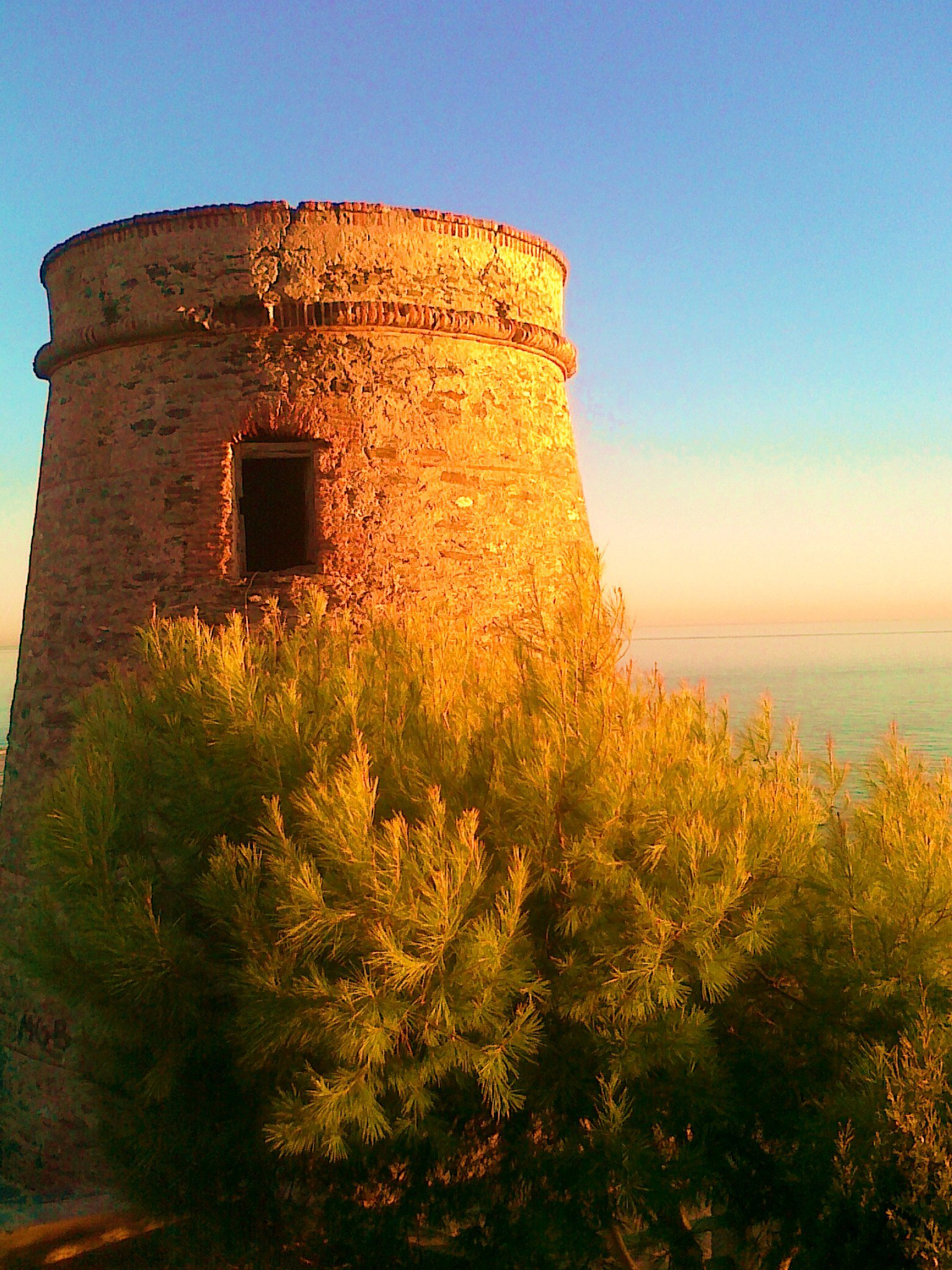
Torre de defensa de La Rábita

Al noroeste del fuerte, coronando la población de La Rábita, se encuentra la torre vigía del siglo XVIII, construida por orden del rey Carlos III en 1767 para ampliar el sistema defensivo de la costa. 
Es de base circular y cónica, construida en piedra y mampostería.
Desde ella se puede contemplar el horizonte marítimo de La Rábita, la vega del Pozuelo y los deltas que se forman al final de las ramblas de Albuñol y Huarea.

#### Iglesia
En 1887 se recibe una Real Orden del Ministerio de Gracia y Justicia por el que manda que el arquitecto Juan Monserrat realice el proyecto y presupuesto para la construcción de un nuevo templo, ya que el origen de la Parroquia de La Rábita se encuentra en una ermita que estaba dedicada a la Virgen de las Angustias y parece ser que se encontraba en la capilla del Castillo. El inicio de las obras se demoraría por problemas económicos, por lo que surgiría la tradicional subasta de pollos y roscos de María Santísima, la cual se realizaba para obtener beneficios para continuar la obra parada. En 1909 concede el gobierno un crédito de 50.000 pesetas para su construcción final, levantándose el templo en la década de los años veinte y trasladándose la imagen de la Virgen desde el Castillo hasta la nueva parroquia.
Este templo se inscribe dentro del historicismo romántico. Cabe destacar también el artesonado del techo, el cual conserva la única armadura neomudéjar de la comarca.

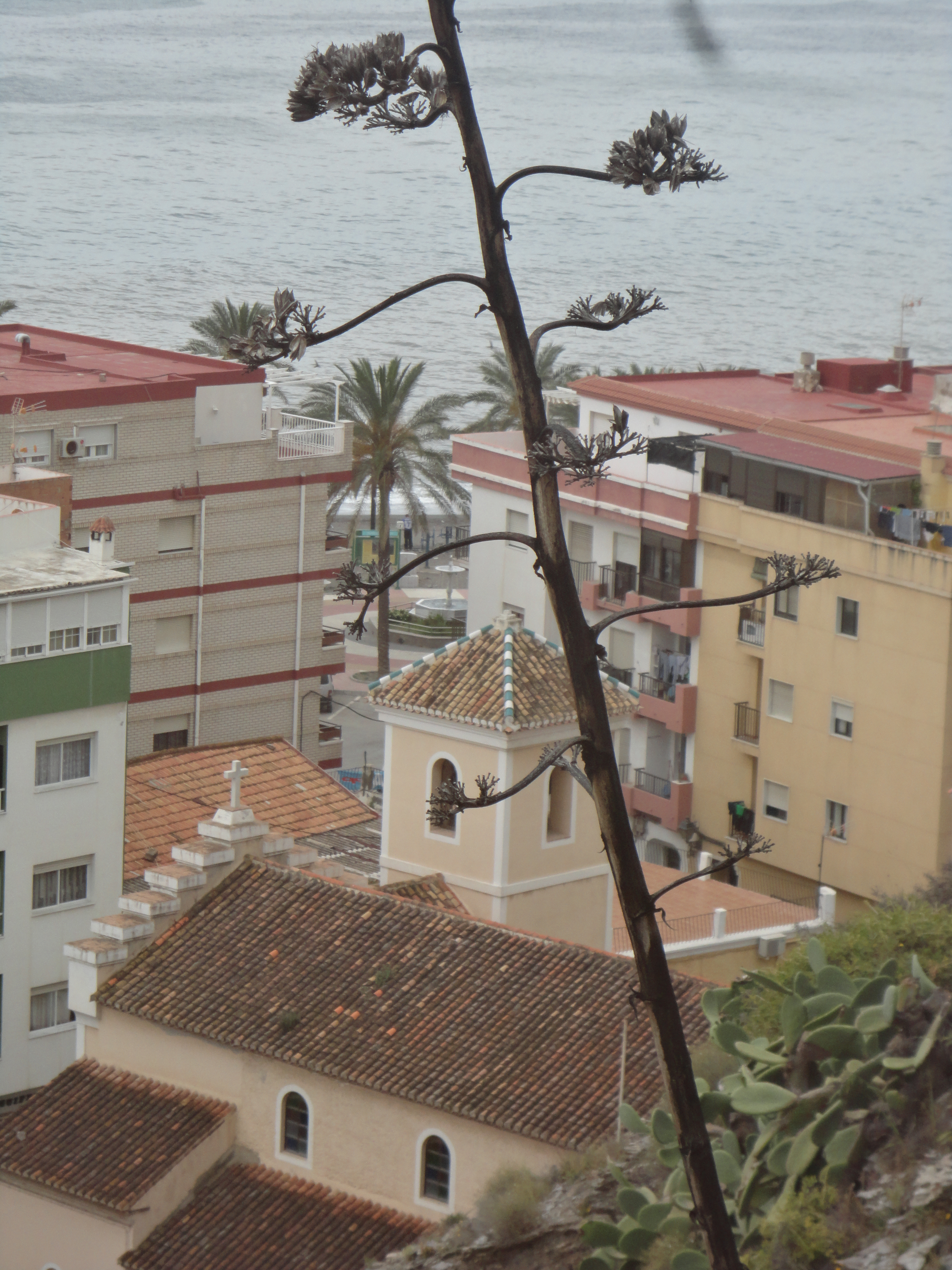
Iglesia de La Rábita

Es de planta rectangular, con un campanario de cuatro plantas adosado en la parte oeste del templo. 
La entrada y fachada principal del templo linda con la calle Carretera, lo cual es fácil su localización.
Posee un total de ocho capillas laterales, donde se encuentran las imágenes del Sagrado Corazón de Jesús, San José, la Virgen del Pilar, la Virgen de las Angustias, el simpecado de la Virgen del Rocío, perteneciente a la hermandad que lleva su nombre y el Cristo de la Expiración, el cual procesiona el Viernes Santo.
El altar mayor ha sufrido varias modificaciones, la última en el año 2004, construyéndose un gran retablo dorado de madera donde se pueden contemplar las imágenes de San Isidro Labrador, San Antonio, San Juan, La Inmaculada Concepción y la patrona de la localidad en el eje central, La Virgen del Mar.
Historia de la Virgen del Mar
Cuenta la tradición que a mediados del siglo XVIII, en el 1750 aproximadamente se encontraron en la playa del Búho, cerca del Castillo de Huarea en el litoral de La Rábita, los restos de una imagen de la Virgen de las Angustias en las redes de unos pescadores que faenaban en aquellas aguas, es por eso que se le conocerá posteriormente como la Virgen del Mar, signo de devoción de los rabiteños y rabiteñas. La imagen fue trasladada para recibir culto hasta el Castillo de La Rábita, lugar en el que permaneció hasta la construcción de la parroquia.
La imagen fue trasladada para recibir culto hasta el Castillo de La Rábita, lugar en el que permaneció alrededor de un siglo. Posteriormente se construyó la actual iglesia a principios del siglo XX en la cual preside el retablo del altar mayor.
Esta imagen sale en procesión el día 8 de septiembre Festividad de la Natividad de María, una procesión que es digna de ver; los vecinos engalan las calles del pueblo, se queman numerosas palmas reales o ruedas, se embarca a la Virgen y se quema un castillo de fuegos artificiales, acompañada de los rabiteños y visitantes.
Previamente el día 7 de septiembre se le realiza una romería hasta Huarea donde se encontró la imagen. Tras el retorno de la imagen a su iglesia, esta permanece abierta toda la noche para recibir a numerosos devotos provenientes de los alrededores, permaneciendo toda la noche en vela junto a la imagen de la Virgen hasta el amanecer.
También sale el Viernes Santo, en forma de vía crucis, para ello se viste de riguroso luto. Es una imagen de gran devoción en La Contraviesa, muy pequeña pero de singular belleza.

### Gastronomía
La oferta gastronómica de la zona es claramente mediterránea, con unos postres que recuerdan costumbres de origen morisco. Los platos más tradicionales son las migas con pescado, boquerones encañaos, pulpo seco, gachas colorás, espetos de sardinas, roscos fritos, torrijas y pestiños. También, como en todo buen menú, se disfruta del excelente vino de la tierra de la Contraviesa.
La Rábita cuenta con multitud de chiringuitos y terrazas y restaurantes donde se ofrece multitud de tapas y platos de la zona.

### Fiestas y costumbres
- Fiestas de la Virgen del Mar. Se celebra cada 8 de septiembre, comienza con la tradicional batalla de barcas entre moros y cristianos en la Balandrilla de los Gatos, un combate donde los dos bandos se arrojan todo tipo de hortalizas hasta que se hunden los dos botes. Más tarde se celebra una misa en honor a la Virgen y se la saca en procesión por las calles del pueblo animada por la banda de música y fuegos artificiales. Posteriormente, toma rumbo la procesión al barrio pesquero de Mochilas y es embarcada en un gran barco decorado con banderillas, bombillas y bengalas, para pasearla por las aguas de la playa de La Rábita de este a oeste, paseo que está animado en todo momento por fuegos artificiales sobre las aguas. Otra tradición que no puede faltar en dicha festividad son los pollos y roscos de María Santísima, que trata de subastar estos alimentos a la gente y quien gane tendrá el honor de dirigir el recorrido de la Virgen por el pueblo.

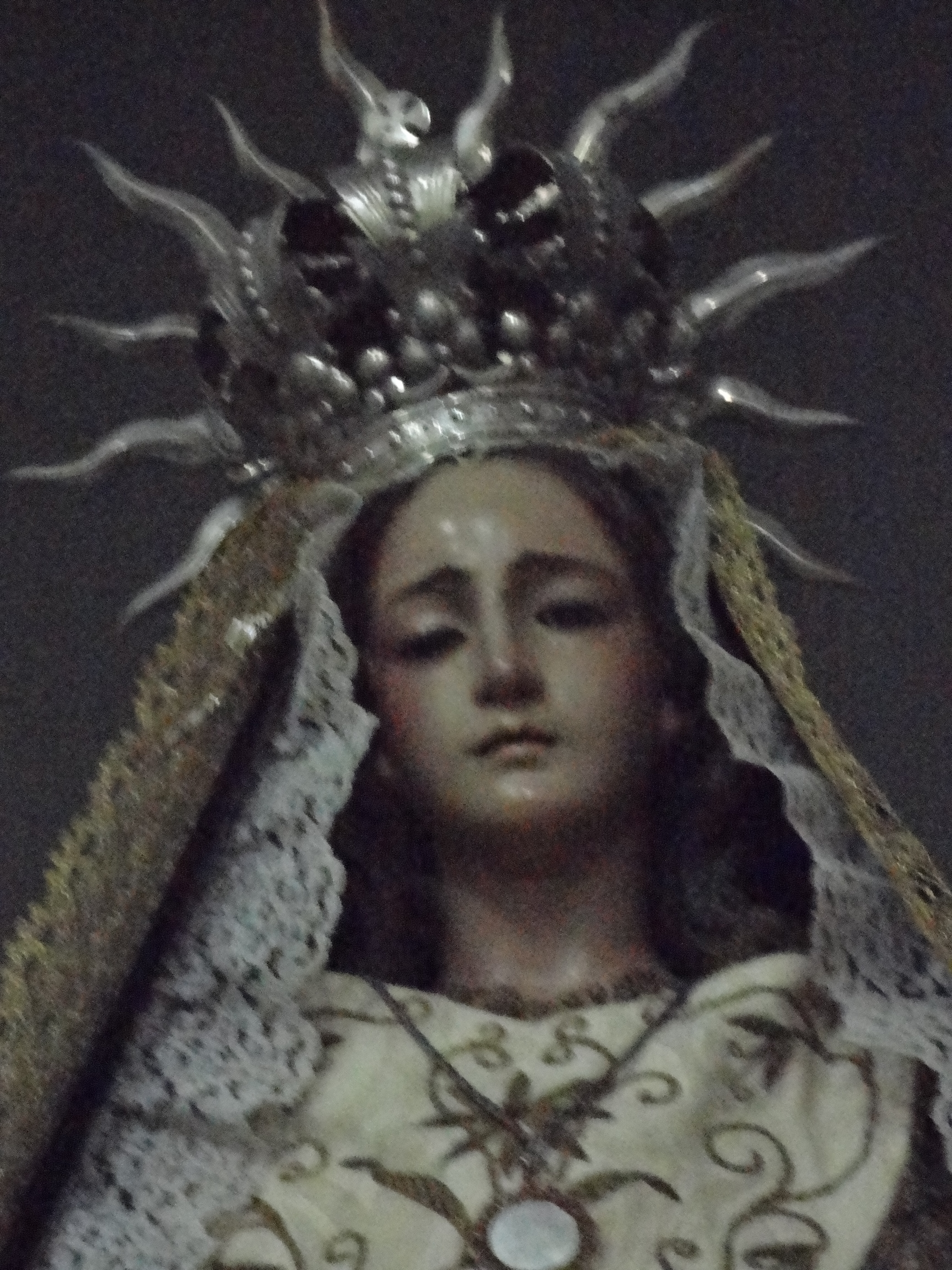
Virgen del Mar de La Rábita

- Fiestas de San Isidro Labrador. San Isidro Labrador es el patrono de los labradores y por ello venerado en muchos pueblos con procesiones en las que se bendicen los campos. Es considerado también el Santo y patrón de los Ingenieros Agrónomos. El 15 de mayo, día de su festividad, se realiza en La Rábita y en otros lugares de España e iberoamerica una procesión con una imagen del santo. La festividad rabiteña se desarrolla con una misa en la iglesia parroquial La Natividad de Nuestra Señora y después se procesiona bendiciendo los campos del pueblo, así como de los pueblos colindantes de El Pozuelo y el Castillo de Huarea.
- Semana Santa. Los días más importantes de la Semana Santa son los formados por el llamado Triduo Pascual: La introducción al Triduo el Jueves Santo y los días Viernes Santo, en el que se conmemora la muerte de Cristo; Sábado Santo, en el que se conmemora a Cristo en el sepulcro, y el Domingo de Pascua de la Resurrección. El Domingo de Ramos, en la plaza del pueblo el cura bendice los ramos de olivo de los rabiteños y rabiteñas. El Viernes Santo en La Rábita se hace una procesión del silencio con la Virgen del Mar paseando por todas las calles de La Rábita. En el año 2012 los vecinos de La Rábita realizaron por primera vez una procesión el Domingo de Resurrección con el Sagrado Corazón de Jesús acompañado por la banda de C.C Y T.T. de La Rábita.
- Noche mágica de San Juan Bautista. La noche mágica del 24 de junio de cada año en honor a San Juan, se encienden hogueras para echar al fuego los enseres viejos y todo lo desagradable, de manera simbólica, que haya sucedido durante el año anterior. Los niños, hacen muñecos de trapo para colocarlos en las hogueras. Los rabiteños y visitantes se instalan en la playa, donde realizan moragas, cantan, comen y se bañan en la mar a partir de la medianoche bajo la luz y el calor de las ascuas de las hogueras. Es preciosa la estampa que se puede contemplar en esta playa.
- Corpus Cristi. Es un día de gala y procesión de los niños de primera comunión por el pueblo. El Santísimo en custodia sale a la calle rezando y cantando en los altares que hacen los vecinos en las puertas de sus casas.
- Navidad. Ofrenda de los Reyes Magos, este día los niños y niñas del pueblo reciben regalos de Navidad en conmemoración de Jesús en la puerta de la iglesia parroquial de la Natividad de Nuestra Señora.

### Tradiciones
- Moros y Cristianos del Castillo de La Rábita: se celebra cada 8 de septiembre por la mañana antes de la Misa Solemne de la patrona, la Virgen del Mar. Es una batalla de moros y cristianos, popularmente conocida como Balandrilla de los Gatos, donde la lucha es marítima amenizada con la banda de música, que consiste en arrojarse verduras hasta que ambos grupos subidos en dos botes terminan hundiéndose en la mar.
- Subasta de pollos y roscos de María Santísima: se celebra los días 7 y 8 de septiembre durante las fiestas patronales, consiste en ir vestido con atuendo típico rabiteño compuesto por camisa blanca, pantalón azul arremangao, pañuelo y faja, y subastar mediante el pregón, dos pollos y roscos de azúcar horas antes de las salidas procesionales de la Virgen del Mar. El mayor pujador que se quede con los pollos será digno de dirigir la procesión a su voluntad. Esta tradición se remonta a finales del siglo XIX cuando las obras de la iglesia parroquial se demorarían por problemas económicos, por lo que surgiría la tradicional subasta de pollos y roscos de María Santísima, la cual se realizaba para obtener beneficios para continuar la obra parada.
- Día de la Cruz: se celebra cada 3 de mayo en la explanada del pueblo, tradicionalmente la cruz se viste de claveles rojos y a su alrededor los rabiteños, rabiteñas y visitantes bailan con alegría y gracia, las sevillanas. Se realizan varias cruces en el pueblo.

### Literatura
La Rábita cuenta con dos bibliotecas equipadas con numerosos libros, la principal se encuentra en el Edificio Municipal y la segunda en el colegio público Virgen del Mar.
Destacan varios rabiteños escritores: 
- Antonio Luis García Martínez, escritor de La Rábita y el Mar.
- Pablo Rompe, escritor de Mataré a todos tu ex por ti, y La esperanza es la nueva rebeldía.

## Administración y política

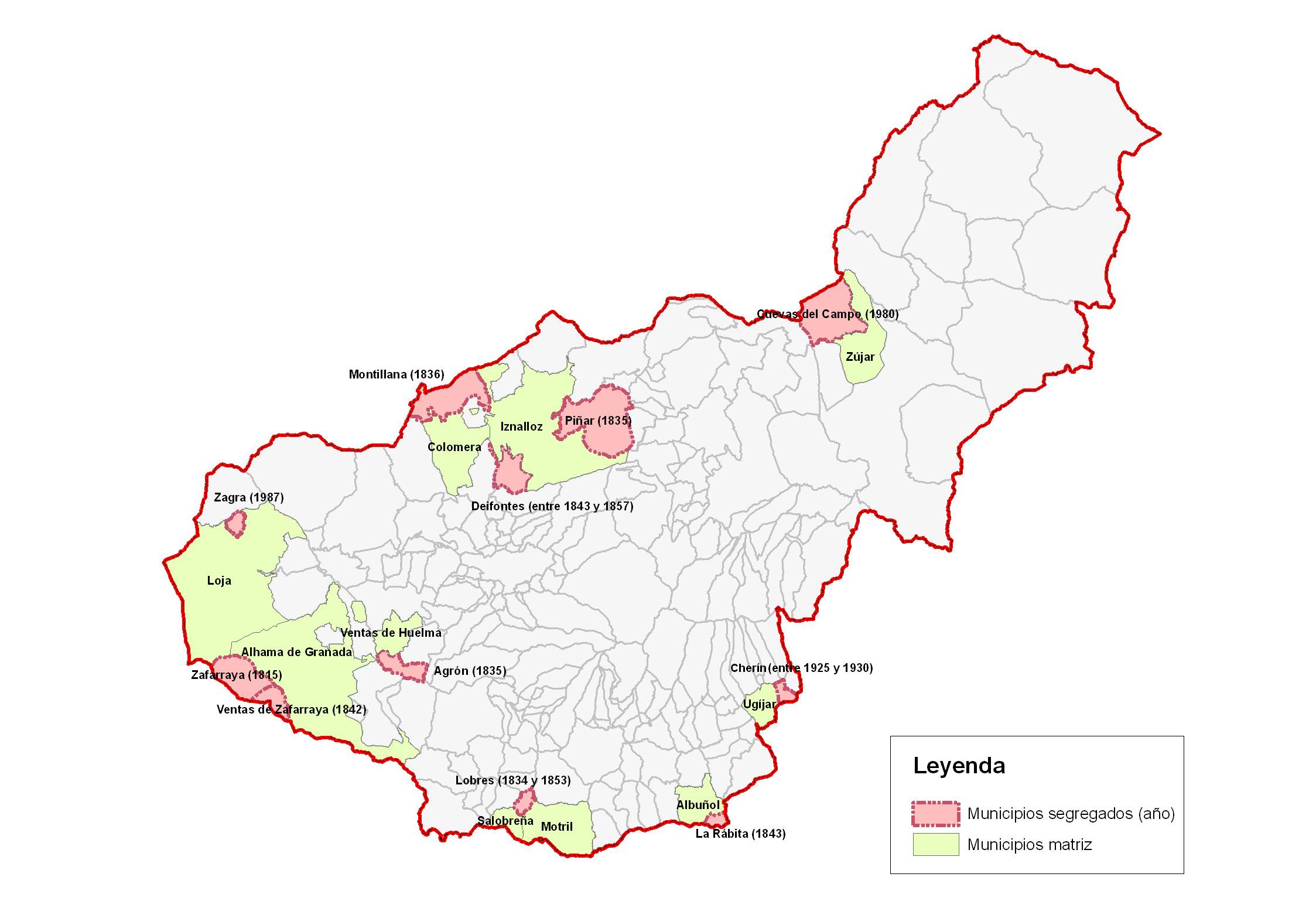
Municipio de La Rábita segregado de Albuñol en 1843

La Rábita perteneció al Municipio de Albuñol hasta que se segregó e independizó en el año 1843. El municipio de La Rábita estaba compuesto por los núcleos de La Rábita, El Pozuelo, Huarea, Haza Mora y Vista Alegre.
Durante la mitad del siglo XIX vivió su época de máximo esplendor debido a que se convirtió en uno de los puertos más importantes de La Alpujarra. 
Su economía estaba basada en la pesca, a la que había destinados 10 barcos palangreros y 7 barcas navegas, así como 43 barcos de transportes para el cabotaje, con 120 embarcaciones matriculadas al inmediato mando de un ayudante militar de marina se desarrolló un importante comercio donde se importa por el puerto, arroz, bacalao y toda clase de granos, maderas y carbón de piedra; exportándose vino, pasa, almendra, higos, habichuelas y castañas, que eran las producciones de los pueblos inmediatos. 
En el año 1846, el municipio de La Rábita se suprimió por el Ayuntamiento de Albuñol, agregándose de nuevo a este, quedando en La Rábita un alcalde pedáneo hasta el día de hoy.
Actualmente existe un expediente abierto para la constitución de una Entidad Local Autónoma (ELA). 
También existen movimientos vecinales que promueven la autonomía e independencia del núcleo costero de La Rábita.

## Demografía
| 180                       | 235 | 1478 | 847 | 1353 | 1657 | 1719 | 1798 | 1815 | 1839 | 1874 | 1829 | 1871 | 1933 | 1949 | 1965 | 1889 | 2003 | 1985 | 2036 | 2074 | 2057 | 2118 | 2134 |
| (Fuente: INE [Consultar]) |     |      |     |      |      |      |      |      |      |      |      |      |      |      |      |      |      |      |      |      |      |      |      |

 [2] «soldados»
 [3] «Un oficial, un sargento, dos cabos, un tambor, veinte soldados además de un cabo, cuatro soldados, un guarda del almacén y un capellán»